# Penango
Penango (Pnangh in piemontese) è un comune italiano di 432 abitanti della provincia di Asti in Piemonte.

## Storia
L'origine del nome Penango, così come tutti quelli che terminano in –ngo, è di evidente origine longobarda.
A favore dell'origine longobarda vi sono alcuni ritrovamenti di piccole necropoli, il più importante dei quali in località Santo Stefano Lunario (Santa Maria), descritto nel 1899.
Secondo alcuni autori invece simili toponimi sarebbero di derivazione cimbrica, giacché tali popolazioni, sconfitte da Mario ai Campi Raudii presso Vercelli nel 101 a.C., si sarebbero poi disperse alla destra del Po, sui colli più alti del Monferrato.
La prima volta che il nome Penango compare in un documento è il 961, data della donazione da parte di Aleramo al monastero di Grazzano di vari beni, tra cui due rustici "in loco et fundo Penengi".
Qualche anno dopo, nel 998, sarà invece citato come “Peningum”.
Proprietà, come Moncalvo, del Vescovo di Asti, passò poi ai Paleologi, che nel 1479 lo diedero in feudo a Giacomo Boetto insieme a Cioccaro (con Santa Maria) e Patro. I Gonzaga, subentrati ai Paleologi, lo concedettero alla famiglia Boveri nel 1559.
Quale dipendenza della più popolosa Moncalvo, durante il secolo XVII anche Penango subì i danni delle guerre per la successione in Monferrato: ancora nel 1691 dovette sopportare il passaggio delle truppe alleate del principe Eugenio di Savoia, impegnate nella guerra contro il re di Francia.
Nel 1704 il duca Ferdinando Carlo di Gonzaga, a corto di denari per finanziare le campagne militari, vendette in feudo i tre cantoni di Penango, Cioccaro e Patro al marchese Giovanni Gualberto di Campistron: nasce così la Comunità amministrativamente autonoma, separata dalla vicina Moncalvo, che l'8 novembre 1704 nel corso dell'assemblea dei "capi di casa" designa i suoi rappresentanti in Consiglio.
Il 25 agosto 1708 la Comunità dei tre cantoni giura fedeltà al re Vittorio Amedeo II di Savoia, al quale l'imperatore d'Austria aveva concesso il Monferrato dopo la deposizione del duca di Gonzaga.
Con il trattato di Utrecht (1713), il Monferrato viene definitivamente confermato ai Savoia.
Nel 1717 il Campistron vende il proprio feudo al casalese Francesco Giovanni Tommaso Mossi, nonostante che il diritto di prelazione di Moncalvo.
Tale infeudazione venne nel 1769 confermata a Tommaso Ottavio Mossi, cui successe, ultimo marchese di Penango, Cioccaro e Patro, il fratello, monsignor Vincenzo Maria, arcivescovo di Sida.
Dal 1802 al 1814 fece parte, con tutto il Piemonte, della 27ª Divisione militare, dipartimento di Marengo, cantone di Moncalvo. Con la Restaurazione fu ancora parte della provincia di Casale, mandamento di Moncalvo.
Dal 1859, soppressa la provincia casalese, venne incluso nella provincia di Alessandria, dalla quale fu distaccato nel 1935 con la costituzione della nuova provincia di Asti.
Nel 1908, su istanza del Consiglio comunale moncalvese, le frazioni di Santa Maria e Patro vennero segregate da Penango ed aggregate al Comune di Moncalvo.
Dal 1923 al 1945 fu podestà Giovanni Zanello, sostituito alla liberazione dal socialista Pietro Firato, già sindaco dal 1909 al 1922.
Dal 1880 al 1966, Penango fu sede in un importante Collegio Salesiano, dal 1924 con funzioni di Aspirantato missionario.
La seconda parte del novecento ha visto un notevole spopolamento, dovuto all'abbandono dei campi ed all'emigrazione verso Torino.

### Simboli
Lo stemma del Comune di Penango è stato concesso con decreto del presidente della Repubblica del 18 luglio 2006.
Il gonfalone è un drappo partito di rosso e di bianco.

## Monumenti e luoghi d'interesse
- Chiesa di San Grato, parrocchiale del paese, costruita nel XVIII secolo.

## Economia
L'economia di Penango è basata in massima parte sull'agricoltura, per lo più con aziende a conduzione familiare, e per lo più di tipo vitivinicolo.
Già nel 1765, secondo il catasto il 60% dei terreni agricoli era occupato da vigneti. Il 18,6% consisteva in campi (coltivazione cerealicola), il 15,4% in prati e solo l'1% in gerbidi.
Le produzioni vitivinicole del territorio penanghese sono principalmente la barbera d'Asti (più di metà della produzione), la barbera del Monferrato ed il grignolino.
| Prodotto               | Aziende iscritte | Superficie iscritta (mq) | Produzione potenziale (litri) |
| ---------------------- | ---------------- | ------------------------ | ----------------------------- |
| Barbera d'Asti         | 29               | 504.761                  | 317.999                       |
| Barbera del Monferrato | 14               | 238.050                  | 166.635                       |
| Grignolino d'Asti      | 25               | 223.968                  | 116.463                       |
| Monferrato rosso       | 4                | 34.547                   | 26.601                        |
| Freisa d'Asti          | 5                | 32.370                   | 18.127                        |
| Piemonte chardonnay    | 3                | 22.081                   | 17.002                        |
| Piemonte cortese       | 2                | 9.535                    | 7.676                         |
| Monferrato bianco      | 2                | 7.886                    | 6.072                         |

Recentemente ha iniziato a svolgere un certo ruolo il turismo: il territorio comunale vede la presenza di due alberghi e alcuni agriturismi.

## Società

### Evoluzione demografica
In cento anni la popolazione residente si è ridotta a circa un terzo di quella presente nell'anno 1901.
Abitanti censiti

## Amministrazione
Di seguito è presentata una tabella relativa alle amministrazioni che si sono succedute in questo comune.
| Periodo        | Periodo        | Primo cittadino         | Partito                             | Carica  | Note   |
| -------------- | -------------- | ----------------------- | ----------------------------------- | ------- | ------ |
| 6 giugno 1985  | 22 maggio 1990 | Gaetano Amante          | Democrazia Cristiana                | Sindaco | [ 13 ] |
| 22 maggio 1990 | 24 aprile 1995 | Gaetano Amante          | Democrazia Cristiana                | Sindaco | [ 13 ] |
| 24 aprile 1995 | 14 giugno 1999 | Gaetano Amante          | lista civica                        | Sindaco | [ 13 ] |
| 14 giugno 1999 | 14 giugno 2004 | Gaetano Amante          | lista civica                        | Sindaco | [ 13 ] |
| 14 giugno 2004 | 8 giugno 2009  | Sergio Razzano          | lista civica                        | Sindaco | [ 13 ] |
| 8 giugno 2009  | 26 maggio 2014 | Sergio Razzano          | lista civica                        | Sindaco | [ 13 ] |
| 11 giugno 2014 | 25 maggio 2019 | Sergio Razzano          | lista civica Uniti per il paese     | Sindaco | [ 13 ] |
| 26 maggio 2019 | in carica      | Patelli Cristina Enrica | Lista Civica "INSIEME PER CRESCERE" | Sindaco |        |

## Infrastrutture e trasporti
La fermata di Penango è posta lungo la ferrovia Castagnole-Asti-Mortara, il cui traffico è sospeso dal 2012.